# Johannes Wolff (Politiker)
Johannes Wolff (* 13. Oktober 1900 in Geyen, heute zu Pulheim; † 15. Oktober 1978 ebenda) war ein deutscher Politiker (Zentrum und CDU).

## Leben und Beruf
Nach dem Besuch der Volksschule und des Gymnasiums studierte er an der Universität Köln Volkswirtschaft und Sozialwissenschaften. Nach der Ausbildung war er zunächst im Bankfach und danach im Versicherungsgewerbe in leitender Stellung tätig. Mitglied der CDU wurde Wolff 1945.
Er war verheiratet und hatte drei Kinder.
Abgeordneter
Vom 5. Juli 1950 bis 4. Juli 1954 war Wolff Mitglied des Landtags des Landes Nordrhein-Westfalen. Er wurde im Wahlkreis 011 Köln-Land-Nord direkt gewählt. Von 1957 bis 1961 war er Mitglied der Hamburger Bürgerschaft.
Bereits vor 1933 war Mitglied der Amtsvertretung Pulheim und des Zentrums.
Öffentliche Ämter
Von 1945 bis 1946 war er Amtsdirektor des Amtes Pulheim. Landrat des Landkreises Köln war Wolff vom 14. Januar 1947 bis zum 28. Oktober 1948, davor war er ab 3. Dezember 1946 Oberkreisdirektor.
Sonstiges
Ihm wurde das Bundesverdienstkreuz am Bande verliehen.